# Anja Hazekamp
Anja Hazekamp (Vlagtwedde, 21 de enero de 1968) es una política neerlandesa, miembro del Parlamento Europeo (MEP) desde julio de 2014, y del Partido por los Animales de los Países Bajos, integrante del Grupo Confederal de la Izquierda Unitaria Europea/Izquierda Verde Nórdica. También fue miembro  de la Cámara de Representantes de los Países Bajos en 2012 y del Concejo Provincial de Groninga entre 2007 y 2014.

## Biografía
Nació el 21 de enero de 1968 en Vlagtwedde. Recibió su educación primaria y secundaria en Ter Apel. Entre 1988 y 1989  estudió para llegar a ser profesora de biología en Leeuwarden. Después comenzó a estudiar biología en la Universidad de Groninga, graduándose en 1995.
Hazekamp trabajó como agente oficial de relaciones públicas para la Sociedad Neerlandesa para la Protección de Animales entre 1992 y 1997. También ha trabajado como científica para dos organizaciones relacionadas con la fauna relacionó organizaciones entre 1995 y 1997. Entre 1997 y 2000 trabajó en la Universidad de Utrecht y la Universidad de Leiden como científica, abordando la cuestión de la experimentación con animales. Regresó a la Sociedad neerlandesa para la Protección de Animales en 2000 y trabajó cinco años como empleada de política. Después trabajó  para el Centro de Rehabilitación e Investigación de Focas como empleada de política hasta el 2009. Llegó a ser asesora sénior de política para Stichting AAP, donde  trabajó entre 2009 y 2014.

### Concejo Provincial de Groninga
Hazekamp se unió al Partido por los Animales y fue elegida en el Concejo Provincial de Groninga, donde representó a su partido entre el 15 de marzo de 2007 y el 25 de junio de 2014. Reemplazó a Marianne Thieme en la Cámara de Representantes de los Estados Generales el 24 de enero de 2012 hasta el 14 de mayo de 2012, debido a que Thieme estaba de baja por maternidad.

### Parlamento Europeo
Hazekamp lideró la lista del Partido por los Animales para las elecciones al Parlamento Europeo de 2014. Ocupó el único escaño que obtuvo el partido tras recibir el 4,2% de los votos. Fue el primer escaño en el Parlamento Europeo que obtuvo el Partido por los Animales en su historia, ya que en las elecciones al Parlamento Europeo de 2009 el partido no obtuvo escaños al recibir un 3,5% de los votos. Durante la campaña de las elecciones, Hazekamp declaró que el crecimiento económico sin fin es imposible en un planeta que se termina y que, por lo tanto, ya no debería ser política de la Unión Europea.
En el Parlamento Europeo Hazekamp es miembro del Comité de Agricultura y Desarrollo Rural y miembro de la delegación para las relaciones con Japón. Ha declarado que en el Comité de Agricultura y Desarrollo Rural desea aumentar el interés por los animales, el entorno y la naturaleza.
Ha denunciado en múltiples ocasiones las condiciones en las que se transportan los animales destinados a la industria cárnica, la utilización de perros en las cacerías y los espectáculos con animales, como el Toro de la Vega. Intervino en la «ruptura de lanzas» organizada por el PACMA, junto Stephan Eck, diputado del Parlamento Europeo y representante del Partido Ser Humano, Medio Ambiente y Protección de los Animales. También se ha manifestado contra los mercados de caballo debido a las condiciones de los équidos y al trato al que están sometidos, para lo que ha propuesto una serie de medidas para mejorar el bienestar de los équidos y acabar con los mercados de caballos.

#### Premios MEP
En 2016, ganó la decimosegunda edición de los premios MEP en la categoría «bienestar animal» en reconocimiento de sus esfuerzos por promover el desarrollo de una política de bienestar animal. Sin embargo, no pudo asistir a la ceremonia de premios, por lo que en su lugar recogió el premió Adam Mouchtar, asesor político en el parlamento europeo.

#### Prohibición de la caza con galgo en España
El 8 de marzo de 2017 Anja Hazekamp exhibió en el Parlamento Europeo el documental Broken Spirit: the Galgo's Last Run (en español: El espíritu quebrado: la última carrera del galgo), sobre la situación del galgo en España, realizado por la fundación neerlandesa de periodistas Animals Today. Hazekamp declaró que es «una vergüenza que hoy en día sean tratados de forma tan bárbara y que esto pase en un país miembro de la Unión Europea». Esta acción formó parte de campaña organizada por el Partido por los Animales y las organizaciones Dutch Galgo Lobby, Greyhounds en Holanda y Greyhounds Rescue Holland, además de la ya mencionada fundación de periodistas, Animals Rescue.
El 14 de marzo Laura Duarte, portavoz del Partido Animalista Contra el Maltrato Animal (PACMA), entregó en el Ministerio de Agricultura y Pesca, Alimentación y Medio Ambiente (MAPAMA) más de 30.000 firmas en contra de la caza con galgos recogidas por el PvdD en los Países Bajos. Esta iniciativa se debe que la mayoría de los galgos que se abandonan en España terminan en protectoras que consiguen darlos en adopción a ciudadanos del norte de Europa, entre ellos, los Países Bajos.